# 奥斯马齐
奥斯马齐（塞尔维亚语：／），是波斯尼亚和黑塞哥维那实体之一塞族共和國的市镇。市镇面积为78.1平方公里，2013年人口数量为6,016人，其中1,029人居住在同名中心城镇内。

## 历史
该市镇是从战前卡萊西亞市镇析出而成，卡萊西亞市镇的剩余部分隶属于波黑联邦。

## 人口
|      | 2013年         |
| 总计 | 6,016 (100,0%) |
| 塞族 | 3,095 (51,45%) |
| 波族 | 2,895 (48,12%) |
| 其他 | 17 (0,283%)    |
| 克族 | 9 (0,150%)     |

## 图集

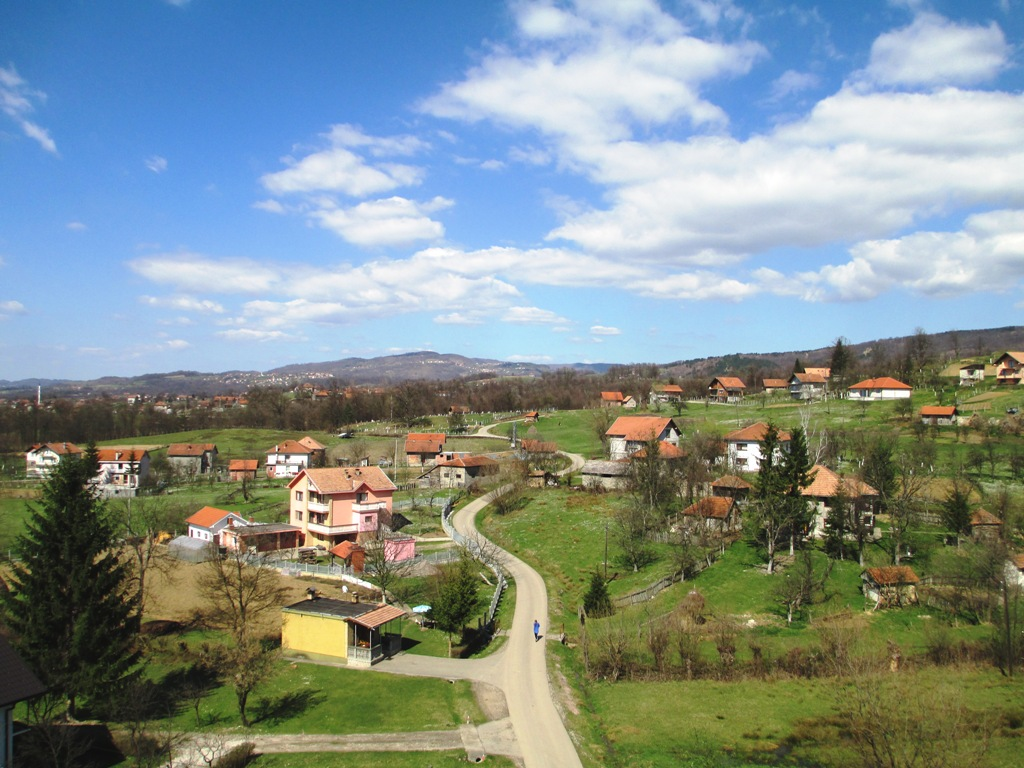
市镇内的一个村庄
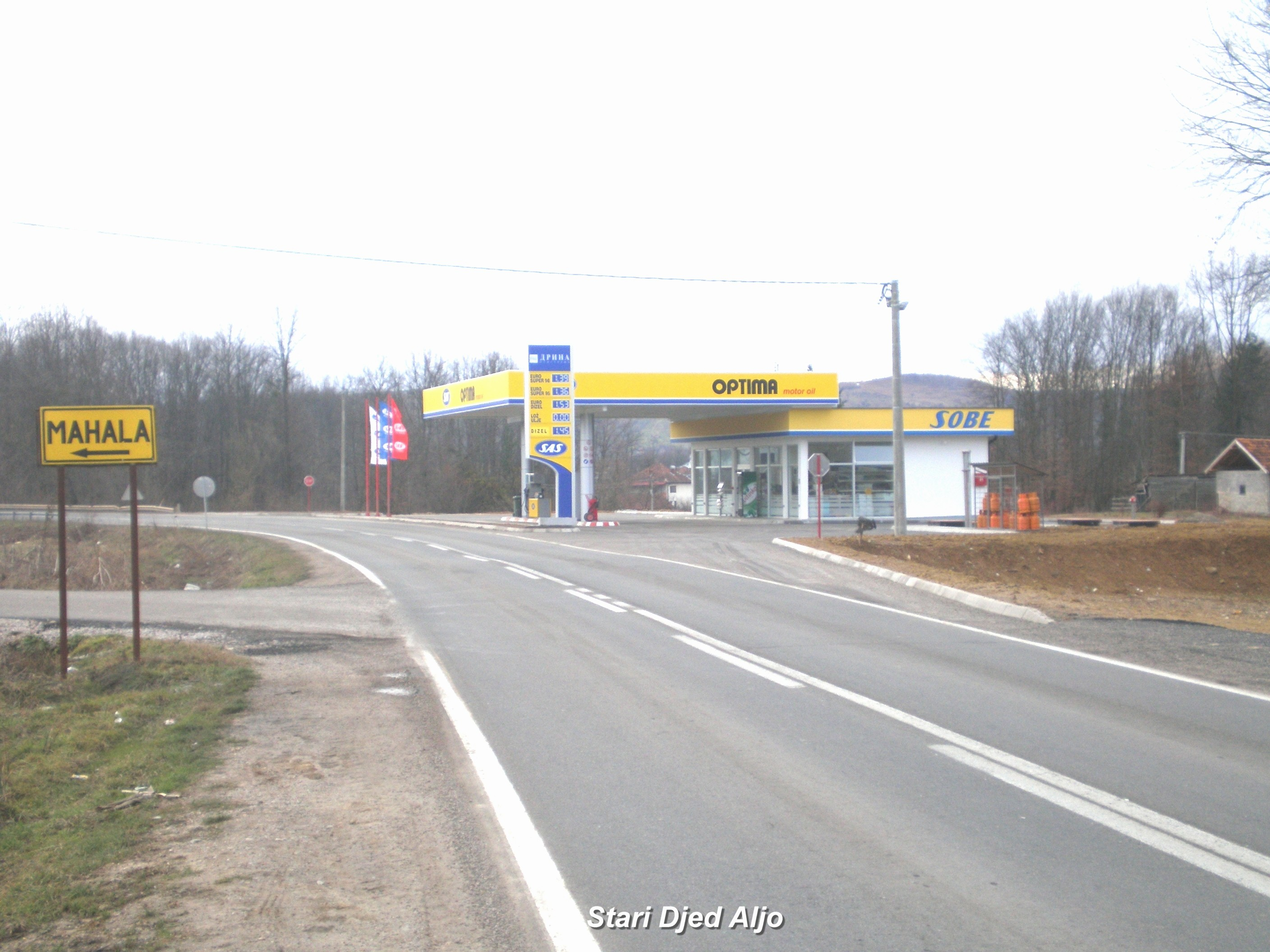
加油站